# St.-Calixtus-Basilika

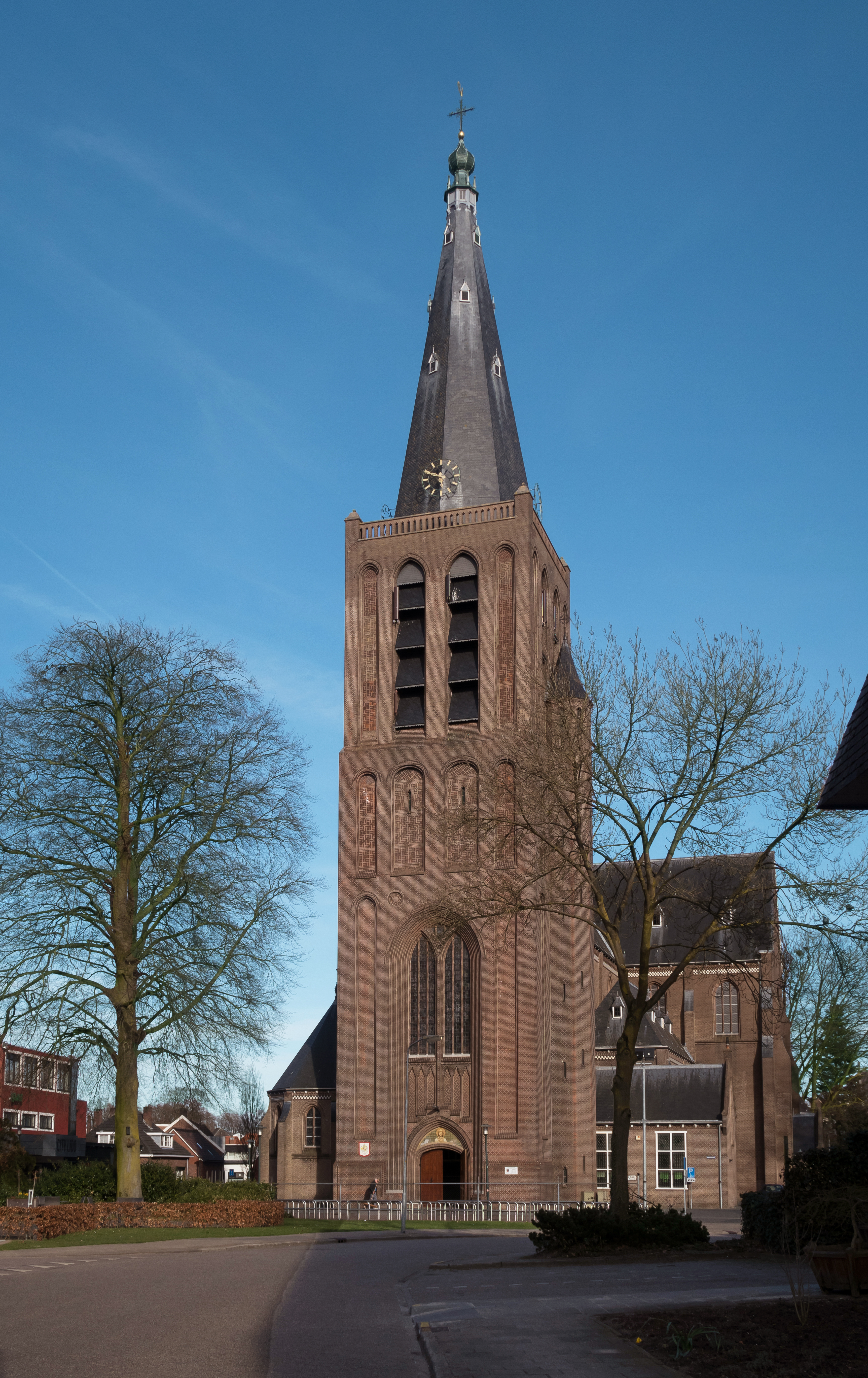
St.-Calixtus-Basilika (2018)

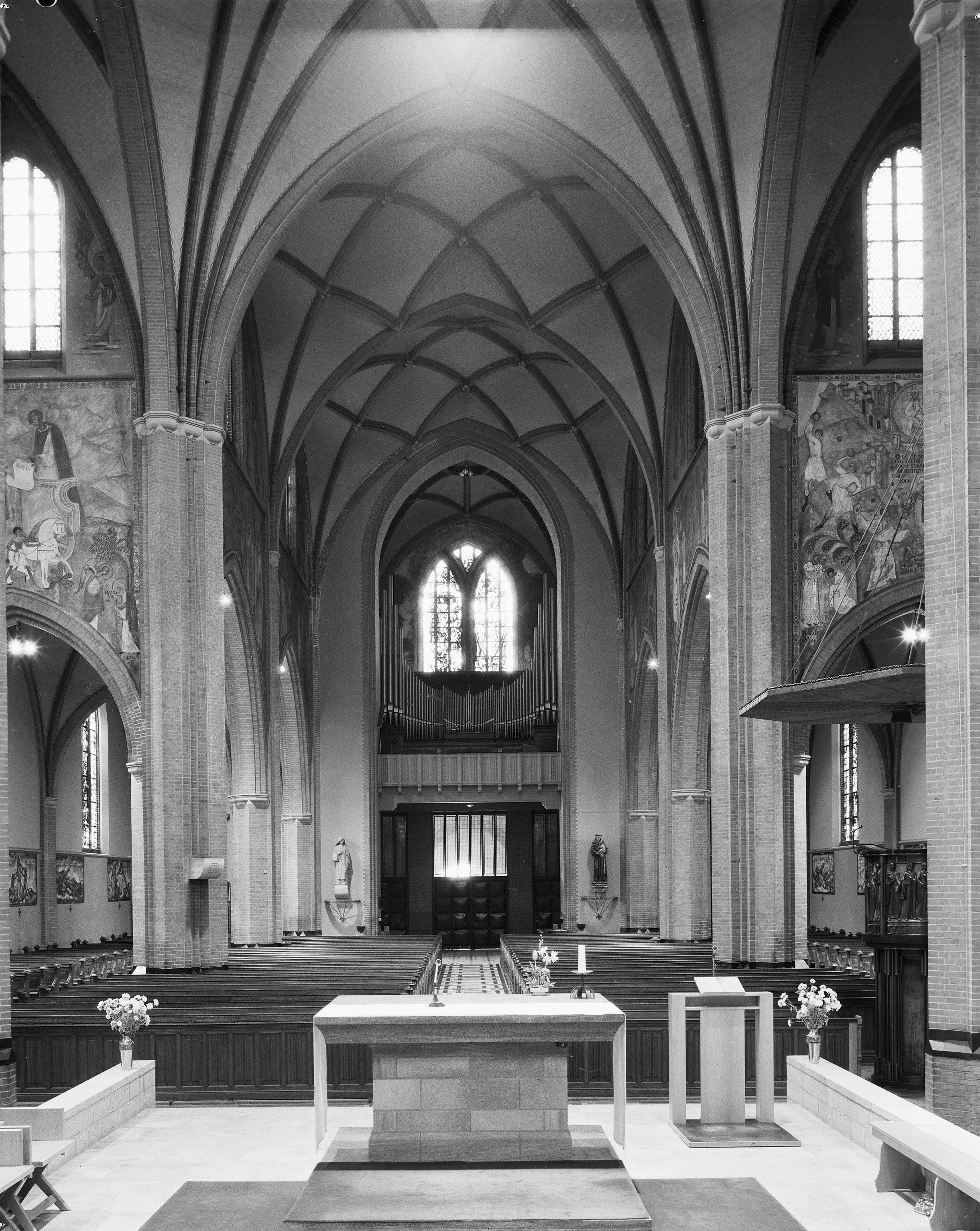
Kirchenschiff (1971)

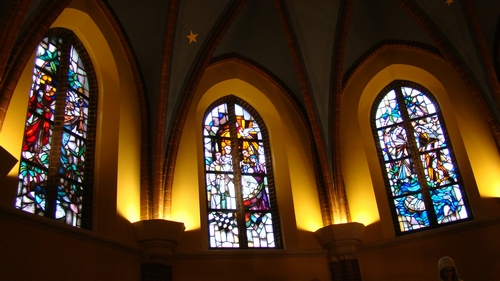
Chorfenster

Die St.-Calixtus-Basilika (niederländisch Sint-Calixtusbasiliek) ist eine römisch-katholische Kirche in Groenlo in den Niederlanden. Die zum Erzbistum Utrecht gehörende Pfarrkirche ist dem heiligen Calixt I. geweiht und trägt seit 2014 den Titel einer Basilica minor und ist seit 1976 als Rijksmonument geschützt.

## Geschichte
Nach 1406 gehörte Groenlo zum Bistum Münster. Der Bischof von Münster ließ mehrere Kirchen errichten, so auch in Groenlo die heutige Oude Calixtuskerk. Das Pfarrgebiet dieser Kirche war der heutigen Gemeinde Oost Gelre sehr ähnlich. Während des Achtzigjährigen Krieges wechselte das vorherrschende Bekenntnis, ab 1674 fiel die Calixtuskirche dauerhaft den Reformierten zu. Nach einer Betreuung der ansässigen Katholiken von der deutschen Seite aus wurde die Gemeinde 1823 vom Bistum Münster getrennt. Nach verschiedene Not- und Scheunenkirchen wurde 1842 im Rahmen des Religionsausgleichs mit staatlicher Unterstützung eine Waterstaatskirche für die Groenloer Katholiken gebaut. Anfang des 20. Jahrhunderts wurde diese baufällig.

## Basilika
Eine wachsende Gemeinde konnte am 16. Juli 1908 die nieuwe Calixtus kerk fertigstellen. Die Kirche wurde zwischen 1906 und 1908 als Kreuzbasilika durch die Architekten Jos Cuypers und Jan Stuyt erbaut, die viele katholische Gebäude, meist im niederrheinischen Stil des neugotischen Backsteinbaus entwarfen. Am 25. Juli 1908 wurde die Kirche eingeweiht und in Gebrauch genommen. Das Gebäude des Kirchengebäudes kostete damals 128.000 Gulden. Der Altar der Kirche mit Altarschränken wurde wegen der hohen Kosten stufenweise von 1909 bis 1911 aufgebaut. Bis Ende der 1930er Jahre wurde die Kirche weiter ausgestattet. Das Kirchenschiff ist geprägt von profilierten Backsteinsäulen, tief sitzendes Bogennetz und Sterngewölben. Der hohe Kirchturm ist mit Nischen geschmückt und besitzt eine Dach, das als achteckigen Nadelspitze ausgeführt ist. Im Chor finden sich fünf Glasmalereien von Otto Maria Maximiliaan Mengelberg von 1910.
Im Februar 1943 wurden die beiden Kirchenglocken aus der Gießerei Petit & Gebr. Edelbrock von den deutschen Besatzern requiriert und eingeschmolzen. Am Tag der Befreiung von Groenlo, dem 31. März 1945, wurde der Kirchturm noch von Granatenfeuer der englischen Truppen durchbohrt, die glaubten, dass sich Deutsche versteckten. Im Jahr 1947 wurden wieder drei neue Glocken installiert.
Im Jahr 2014 erhob Papst Franziskus die Kirche zur Basilica minor. Der Erzbischof von Utrecht, Kardinal Willem Jacobus Eijk, feierte am 11. Januar 2015 die Proklamation.
Die Orgel wurde 1926 von der Orgelbaufirma Sybrand P.H. Adema erbaut. Das Kegelladen-Instrument hat 36 Register auf zwei Manualwerken und Pedal. Die Trakturen sind elektro-pneumatisch.
| I Hauptwerk C–g3 |                    |     |
| 1.               | Principaal         | 16' |
| 2.               | Bourdon            | 16' |
| 3.               | Prestant           | 08' |
| 4.               | Salicionaal        | 08' |
| 5.               | Holpijp            | 08' |
| 6.               | Fluit Harmoniek    | 08' |
| 7.               | Violon             | 08' |
| 8.               | Octaaf             | 04' |
| 9.               | Fluit Gedekt       | 04' |
| 10.              | Octaaf             | 02' |
| 11.              | Cornet V (Diskant) |     |
| 12.              | Mixtuur II-VI      |     |
| 13.              | Trompet            | 08' |
| 14.              | Klaroen            | 04' |

| II Recit expressif C–g3 |                    |     |
| 15.                     | Vioolprestant      | 08' |
| 16.                     | Viola di Gamba     | 08' |
| 17.                     | Vox Coelestis      | 08’ |
| 18.                     | Bourdon            | 08' |
| 19.                     | Quintatoon         | 08' |
| 20.                     | Aeoline            | 08' |
| 21.                     | Violine            | 04' |
| 22.                     | Fluit Harmoniek    | 04' |
| 23.                     | Piccolo            | 02' |
| 24.                     | Vox Humana         | 08' |
| 25.                     | Vioolmixtuur II-IV |     |
| 26.                     | Fagot              | 16' |
| 27.                     | Trompet Harmoniek  | 08' |
| 28.                     | Fagot-Hobo         | 08' |
| 29.                     | Klarinet           | 08' |
|                         | Tremolo            |     |

| Pedal C–f1 |            |     |
| 30.        | Subbas     | 16' |
| 31.        | Contrebas  | 16' |
| 32.        | Open Bas   | 08' |
| 33.        | Cello      | 08' |
| 34.        | Open Fluit | 04' |
| 35.        | Bazuin     | 16' |
| 36.        | Trombone   | 08' |

- Koppeln: II/I, I/P, II/P, Diverse Super- und Suboktavkoppeln